# Lijst van vikingmetalbands
Dit is een alfabetische lijst van Vikingmetalbands met een artikel op Wikipedia. Soms overlapt Vikingmetal met andere muziekgenres, zoals black metal, deathmetal, folkmetal en pagan metal.
- Amon Amarth
- Arkona
- Ásmegin
- Bathory
- Brothers of Metal
- Eluveitie
- Ensiferum
- Enslaved
- Equilibrium
- Falkenbach
- Fenris

- Finntroll
- Gjallarhorn
- Graveland
- Heidevolk
- Ithilien
- Lindisfarne
- Månegarm
- Menhir
- Moonsorrow

- Myrkvar
- Skyforger
- Slechtvalk
- Thyrfing
- Turisas
- Týr
- Unleashed
- Vintersorg
- Windir
- Wintersun